# Mighty Morphin Alien Rangers
Mighty Morphin Alien Rangers es el título de una miniserie perteneciente a la franquicia Power Rangers, producida por Saban Entertainment, Renaissance Atlantic Entertainment y MMPR Productions en colaboración con Toei Company, y emitida en FOX del 5 de febrero al 15 de febrero de 1996, constando de diez episodios. Comprende la última franja de la tercera temporada de Mighty Morphin Power Rangers, aunque oficialmente se considera una serie independiente, numerada como "temporada 3,5", y en ella se narran los acontecimientos que supusieron la transición entre la anterior y Power Rangers Zeo. Como el resto de la tercera temporada de Mighty Morphin, toma escenas de la temporada de Super Sentai Series titulada Ninja Sentai Kakuranger.

## Argumento
Master Vile ha utilizado un dispositivo diabólico para hacer que la Tierra vuelva hacia atrás en el tiempo y ha convertido a los Power Rangers en niños sin poderes. Para detenerlo, Zordon se ve obligado a pedir ayuda a otro grupo de Power Rangers de otro planeta, los Rangers Alienígenas de Aquitar. Éstos responden a la llamada y no tardan en desbaratar los planes de Master Vile, que se marcha de vuelta a sus dominios, pero la Tierra sigue a merced de Rita y Zedd, y con los Power Rangers indefensos, los Rangers de Aquitar se ven obligados a quedarse, a pesar de que su fisiología, al provenir de un planeta acuático, les obliga a mantener una hidratación constante con agua pura, muy escasa en la Tierra. Para colmo de males, cuando Billy inventa un dispositivo con las Monedas del poder que le convierte en adulto, Rito y Goldar las roban y las destruyen, acabando para siempre con los poderes de los Power Rangers. Se verán obligados a recuperar el cristal Zeo, esparcido en cinco trozos a través del espacio y el tiempo, pues es lo único que puede devolver a la Tierra a la normalidad y hacerlos adultos de nuevo además de devolverles sus poderes.

## Elenco y personajes

### Principales
- Rajia Baroudi como Delphine/White Aquitar Ranger.
- David Bacon como Aurico/Red Aquitar Ranger.
- Karim Prince como Cestro/Blue Aquitar Ranger.
- Jim Gray como Tideus/Yellow Aquitar Ranger.
- Alan Palmer como Corcus/Black Aquitar Ranger.

- Catherine Sutherland como Katherine "Kat" Hillard. Julia Jordan interpretó a una niña Kat.
- Johnny Yong Bosch como Adam Park. Matthew Sakimoto interpretó a un niño Adam.
- Karan Ashley como Aisha Campbell. Sicily interpretó a una niña Aisha.
- Steve Cardenas como Rocky DeSantos. Michael J. O'Laskey interpretó a un niño Rocky.
- Jason David Frank como Tommy Oliver. Michael R. Gotto interpretó a un niño Tommy.
- David Yost como Billy Cranston. Justin Timsit interpretó a un niño Billy.
- Paul Schrier como Farkas "Bulk" Bulkmeier. Cody Slaton interpretó a un niño Bulk.
- Jason Narvy como Eugene "Skull" Skullovitch. Ross J. Samya interpretó a un niño Skull.

### Secundarios
- David Fielding y Robert L. Manahan como Zordon. Manahan prestó su voz para el personaje.
- Richard Steven Horvitz como la voz de Alpha 5.
- Nakia Burrise como Tanya Sloan. Khanya Mkhize interpretó a una niña Tanya.
- Carla Perez y Barbara Goodson como Rita Repulsa. Goodson prestó su voz para el personaje.
- Edwin Neil y Robert Axelrod como Lord Zedd. Axelrod prestó su voz para el personaje.
- Kerrigan Mahan como la voz de Goldar.
- Bob Papenbrook como la voz de Rito.
- Robert Axelrod como la voz de Finster.
- Michael Sorich como la voz de Squatt.
- Dave Mallow como la voz de Baboo.

### Alien Rangers
- Delphine/White Aquitar Ranger: Es la líder oficial de los Alien Rangers, y la primera mujer que lidera un equipo de Power Rangers, además de ser la única mujer del equipo. Su símbolo es la punta de flecha. Como líder del equipo siempre se preocupa por sus compañeros. Como White Aquitar Ranger, su Zord es el Battleborg Blanco, y también opera el Shōgunzord Blanco.
- Aurico/Red Aquitar Ranger: Es el comandante militar de los Rangers, y quien los lidera en el campo de batalla, aunque en el resto de situaciones es Delphine la líder oficial. Su símbolo es el círculo, y es capaz de transportarse de un lugar a otro en combate para despistar a sus enemigos gracias a su entrenamiento en ninjutsu. Su técnica ninja es la clonación . Como Red Aquitar Ranger, su Zord es el Battleborg Rojo, y también opera el Shōgunzord Rojo.
- Cestro/Blue Aquitar Ranger: Al igual que Billy, es la mente brillante del equipo, y suele trabajar junto a Billy para idear nuevas formas de mantener la rehidratación de los Alien Rangers el máximo tiempo posible. Su símbolo es el cuadrado. Como Blue Aquitar Ranger, su Zord es el Battleborg Azul, y también opera el Shōgunzord Azul.
- Tideus/Yellow Aquitar Ranger: Es una persona muy seria que se toma su deber como Power Ranger con la mayor rectitud. Es físicamente el más fuerte de los cinco, y también el más saludable. Su símbolo es el triángulo, y es capaz de lanzar rayos triangulares contra sus enemigos usando su espada. Como Yellow Aquitar Ranger, su Zord es el Battleborg Amarillo, y también opera el Shōgunzord Amarillo.
- Corcus/Black Aquitar Ranger: Es el más callado de los cinco, prefiriendo mantenerse casi siempre en segundo plano, pero en batalla es el que lucha con mayor ferocidad de los cinco. Su símbolo es el pentágono. Como Black Aquitar Ranger, su Zord es el Battleborg Negro, y también opera el Shōgunzord Negro.

### Aliados
- Billy Cranston: Es el antiguo Blue Ranger. Tras ser convertido en niño por Master Vile, es el único que logra recuperar su edad adulta gracias a las Monedas de Poder y un invento suyo, pero antes de que pueda hacer lo mismo con sus compañeros, se las roban y las destruyen. Ahora, como único adulto de los Rangers de la Tierra, se encarga de liderar al resto de Power Rangers y de asistir a los Alien Rangers en la medida de sus posibilidades. También, por ser el único que ha recuperado su edad adulta, es el único que no puede realizar la búsqueda del cristal Zeo, dejando esta tarea a sus compañeros.
- Tommy Oliver: Es el antiguo White Ranger. Su búsqueda del cristal Zeo le llevó a establecer contacto con un nativo americano que le guio en un camino espiritual personal.
- Kat Hillard: Es la antigua Pink Ranger. Su búsqueda la llevó de vuelta a su Australia natal, donde una extraña mujer con idéntico aspecto a ella de adulta le puso una serie de pruebas de buen corazón para entregarle el cristal Zeo.
- Rocky DeSantos: Es el antiguo Red Ranger. Su búsqueda le llevó a un volcán de México a conocer aparentemente a su abuelo cuando todavía era un niño.
- Adam Park: Es el antiguo Black Ranger. Su búsqueda le llevó a la China milenaria, donde un sabio antiguo se encargó de ayudarle en su búsqueda del cristal.
- Aisha Campbell: Es la antigua Yellow Ranger. Su búsqueda la llevó a una reserva de África, donde una extraña plaga estaba haciendo estragos entre los animales, y donde se encontraba el cristal Zeo.
- Tanya Sloan: Es una habitante de la reserva de África que se encargó de llevar el cristal Zeo al presente cuando Aisha decidió quedarse en África para solucionar la plaga.
- Zordon: Es una entidad atrapada en un agujero temporal que utiliza el Centro de Mando para contactar con nuestro mundo. Como en el pasado, se encarga de aconsejar a los Alien Rangers sobre los monstruos que Rita y Zedd envían a la Tierra.
- Alpha 5: Definido como "autómata multifuncional ultra-sensible", es el asistente robótico de Zordon, y quien se encarga de operar los controles del Centro de Mando. Al igual que Zordon, ayuda a los Alien Rangers en la medida de sus posibilidades.
- Bulk y Skull: Ahora convertidos en niños, vuelven a ser los matones que fueron en el pasado, siempre metiéndose en líos y con los Rangers, aunque también les ayudan en ocasiones si un monstruo les está atacando.

### Arsenal
- Power Monedas de Aquitar: Son el dispositivo de transformación de los Alien Rangers, aunque ellos son capaces de usarlos sin Morpher ni ningún otro dispositivo. Funcionan invocando el Aquitar Ranger Power correspondiente tras pronunciar la frase "It's Morphin' Time".[Notas 1] Como las monedas de la Tierra, fueron creadas por Ninjor.
- Katanas: Cada uno de los Alien Ranger dispone de una katana personal que utilizan en el combate.

### Zords
- Battle Borgs: Son los Zords personales de los Alien Rangers. Son similares a los Shōgunzords, pero con menos armadura. Los controlan los Alien Rangers telepáticamente, y son capaces de imitar a la perfección sus movimientos, por lo que en batalla son de movimientos muy ligeros, pero a cambio, carecen de la posibilidad de combinarse.
- Shōgun Megazord: Cuando los Battle Borgs no son suficientes, los Alien Rangers invocan a los Shōgunzords para combinar rápidamente al Shōgun Megazord y que se encargue de la amenaza.
- Falconzord: Tras la destrucción de las Power Monedas, es el único de los Ninjazords que sigue operativo gracias al dispositivo de control remoto de Billy, y lo utilizan para formar el Shōgun Mega Falconzord cuando es necesario.

### Villanos
- Hydro Hog: Es el enemigo acérrimo de los Alien Rangers, y con su poder de evaporar toda el agua es capaz de ponerles en un serio aprieto, por lo que Zordon y Alpha se esfuerzan al máximo para que Zedd y Rita tarden lo máximo posible en ponerse en contacto con él.
- Rita y Zedd: Son un matrimonio empeñado en conquistar la Tierra y destruir a los Rangers. Cuando Master Vile se marcha, deciden aprovechar la situación que ha creado para proseguir sus planes, pero los Alien Rangers se ponen en su camino. Aun así, serán capaces gracias a Rito y Goldar de reducir a polvo las Power Monedas, dejando a los Power Rangers sin sus poderes para siempre.
- Goldar y Rito: Goldar es el lugarteniente personal de Lord Zedd, y aunque sigue odiando a Rita, se ve obligado a tolerar su presencia por su amo. Rito es el hermano de Rita, y es un soldado muy dispuesto, pero tremendamente imcompetente. Goldar no soporta tampoco a Rito, pero se ve obligado a ir a una misión para poner una bomba debajo del Centro de Mando y reducirlo a cenizas, aunque ambos se pierden en el laberinto inferior, y Rito se encarga de perderles todavía más para desesperación de Goldar.
- Finster: Se encarga entre otras tareas de fabricar monstruos para Rita y Zedd.
- Squatt y Baboo: Desde la llegada de Rito, su papel como sirvientes se ha reducido bastante, y normalmente se quedan en un segundo plano mientras que Rito y Goldar se encargan de las misiones de campo.

## Episodios
| Temporada | Temporada | Episodios | Episodios | Emisión original     | Emisión original    |
| Temporada | Temporada | Episodios | Episodios | Primera emisión      | Última emisión      |
| --------- | --------- | --------- | --------- | -------------------- | ------------------- |
|           | 3.5       | 10        | 10        | 5 de febrero de 1996 | 27 de junio de 1996 |

## Doblaje de Hispanoamérica
- Rebeca Manríquez como Delphine.
- Carlos Enrique Bonilla como Aurico.
- Fernando Manzano como Corcus.
- Benjamín Rivera como Cestro.
- Carlos Hugo Hidalgo como Tideus.
- Enzo Fortuny Romero como Tommy Oliver.
- Gerry Meza como Rocky DeSantos.
- Uraz Huerta como Adam Park.
- Claudia Motta como Aisha Campbell.
- Christine Byrd como Katherine "Kat" Hillard.
- Kalimba Marichal como Billy Cranston.